# Pararge triocellata
Pararge triocellata är en fjärilsart som beskrevs av Tutt. Pararge triocellata ingår i släktet Pararge och familjen praktfjärilar. Inga underarter finns listade i Catalogue of Life.